# Dammtjärnen (Torrskogs socken, Dalsland, 656931-128056)
Dammtjärnen är en sjö i Bengtsfors kommun i Dalsland och ingår i Göta älvs huvudavrinningsområde.